# 공산 정씨
공산 정씨(公山 鄭氏)는 충청남도 공주시를 본관으로 하는 한국의 성씨이다. 시조 정비(鄭庇)는 조선의 개국공신(開國功臣)으로 병조판서(兵曺判書)를 지내며 공산군(公山君)에 봉해졌다.

## 참고 자료
- “공산정씨(公山鄭氏)”. 뿌리를 찾아서.[깨진 링크(과거 내용 찾기)]